# Wolfsee (Fischbachau)
Der Wolfsee ist ein in der oberbayrischen Gemeinde Fischbachau gelegener kleiner natürlicher See mit Bademöglichkeit. Der See war bis 2018 an drei Seiten von einem Campingplatz umgeben. 
In westlicher Richtung trennt ein Gehweg den See von der angrenzenden Wiese. Der Abfluss des Sees mündet nach ca. 50 Metern in den Kothgraben, der in die Leitzach fließt. Am Wolfsee liegt auch die Wolfseehalle, ein Saal für Veranstaltungen verschiedener Art. 